# Crête barométrique
Pour les articles homonymes, voir crete.
Une crête barométrique ou dorsale est un terme en météorologie. Il s'agit d'une région de forme allongée dans le champ de pression atmosphérique où cette dernière est maximale par rapport à l'environnement, sans être une circulation fermée. Les crêtes ont pour origine le centre d'un anticyclone et s'étirent entre deux dépressions. Les notions de dorsale et de talweg (creux barométrique) sont opposées et répondent respectivement à des régions de hautes et de basses pressions non fermées. 

## Représentation
On peut représenter les crêtes barométriques de deux façons :
- En surface, les isobares de pression forment des contours où la pression maximale se retrouve le long de l'axe de la crête ;
- En altitude, les isohypses de géopotentiel forment des contours similaires où le maximum définit la crête.

## Effets et temps associé

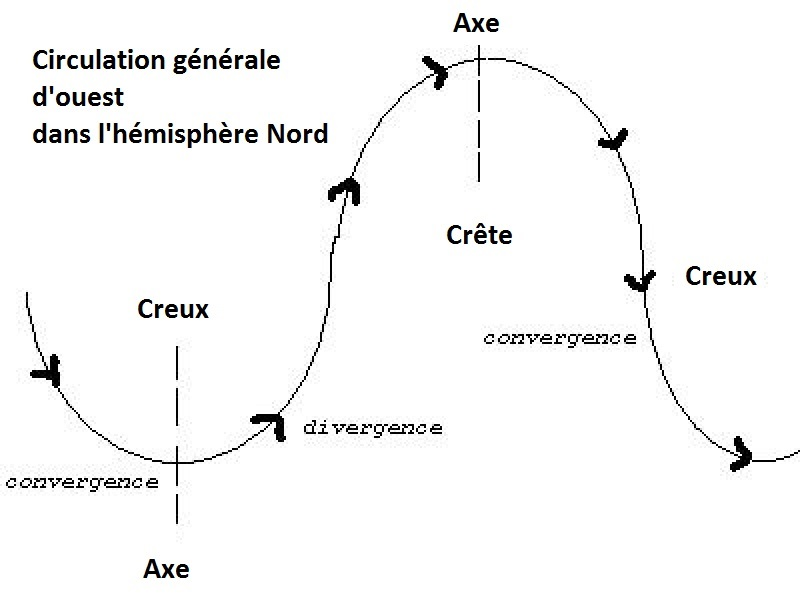
Position des creux et crête barométriques en altitude dans l'hémisphère Nord ainsi que des zones de convergence et divergence associée.

Compte tenu du sens des vents autour d'une circulation anticyclonique et du fait que les systèmes météorologiques se déplacent d'ouest en est, on distingue :
- à l’avant de l'axe de la crête, le flux d'air qui provient des zones polaires et qui amène de l'air froid ;
- à l’arrière de l'axe, la circulation qui vient de l'équateur et qui amène de l'air doux.

Les régions anticycloniques ayant tendance à s'incliner verticalement vers les masses d'air plus chaudes. La surface réunissant dans la verticale les axes horizontaux de la dorsale dessine une séparation entre une région à l'avant de la crête d'altitude, où l'advection de tourbillon absolu est négative, et une région à l'arrière de la dorsale, où cette advection est positive. L'advection négative en altitude, favorable à la subsidence de l'air et à l'anticyclogénèse, se retrouve donc entre une crête et un creux barométrique.
Les crêtes barométriques de surface, tout comme les anticyclones, sont génératrices de beau temps car elle se développent sous la zone convergence des vents dans la zone d'advection négative de tourbillon en altitude. Le mouvement vertical descendant de l'air donne ensuite une divergence des vents au sol. La subsidence de l'air engendre un réchauffement dans la colonne par rapport à l'environnement antérieur et donc un assèchement de celui-ci parce que son humidité relative diminue, ce qui a pour conséquence de dégager le ciel.